# Pelexia hamata
Pelexia hamata är en orkidéart som beskrevs av Rudolf Schlechter. Pelexia hamata ingår i släktet Pelexia och familjen orkidéer. Inga underarter finns listade i Catalogue of Life.